# Коэффициент эффективности инвестиций
Коэффициент эффективности инвестиций (учётная норма рентабельности, учётный коэффициент окупаемости инвестиций, учётная ставка дохода, прибыль на инвестированный капитал, метод финансовой отчётности, англ. Accounting rate of return, ARR) — показатель характеризует влияние инвестиций на бухгалтерскую норму доходности как отношение среднегодовой прибыли к среднегодовому размеру инвестиций.

## Определение
Согласно канадскому профессору Энтони Аткинсону учётная норма рентабельности — показатель, аппроксимирующий показатель рентабельности инвестированного капитала, равный отношению среднегодовой учётной чистой прибыли к среднему уровню инвестиций.

## Расчет
Коэффициент эффективности инвестиций — показатель характеризует влияние инвестиций на бухгалтерскую норму доходности как отношение среднегодовой прибыли к среднегодовому размеру инвестиций:
{\displaystyle ARR={\frac {PN}{1/2*(I+RI)}}},
где {\displaystyle PN} — среднегодовая прибыль (средний денежный поток за минусом амортизационных отчислений (то есть чистая прибыль) объекта инвестиций за рассматриваемый период), {\displaystyle I} — инвестиции (стоимость инвестиций (затраченного капитала) на начало периода), {\displaystyle RI} — ликвидационная стоимость (стоимость инвестиций на конец периода).
Среднегодовая чистая прибыль исчисляется как разница дополнительных доходов и расходов, связанных с проектом (анализируемых капиталовложений).
Если учётная норма рентабельности больше значения целевой нормы рентабельности, то проект принимается. Чем выше ARR, тем выше привлекательность данного проекта.

## Критика
Коэффициент ARR не учитывает временной аспект денежных потоков, цену капитала, игнорирует различия в продолжительности эксплуатации активов. Показатель не учитывает размер денежного потока, а рассчитывается на основе чистой прибыли. Показатель усредняет данные и не даёт информации о распределении во времени денежных потоков, но в нём учитываются денежные потоки во всех периодах и прибыльности продукта.